# Bruzovice

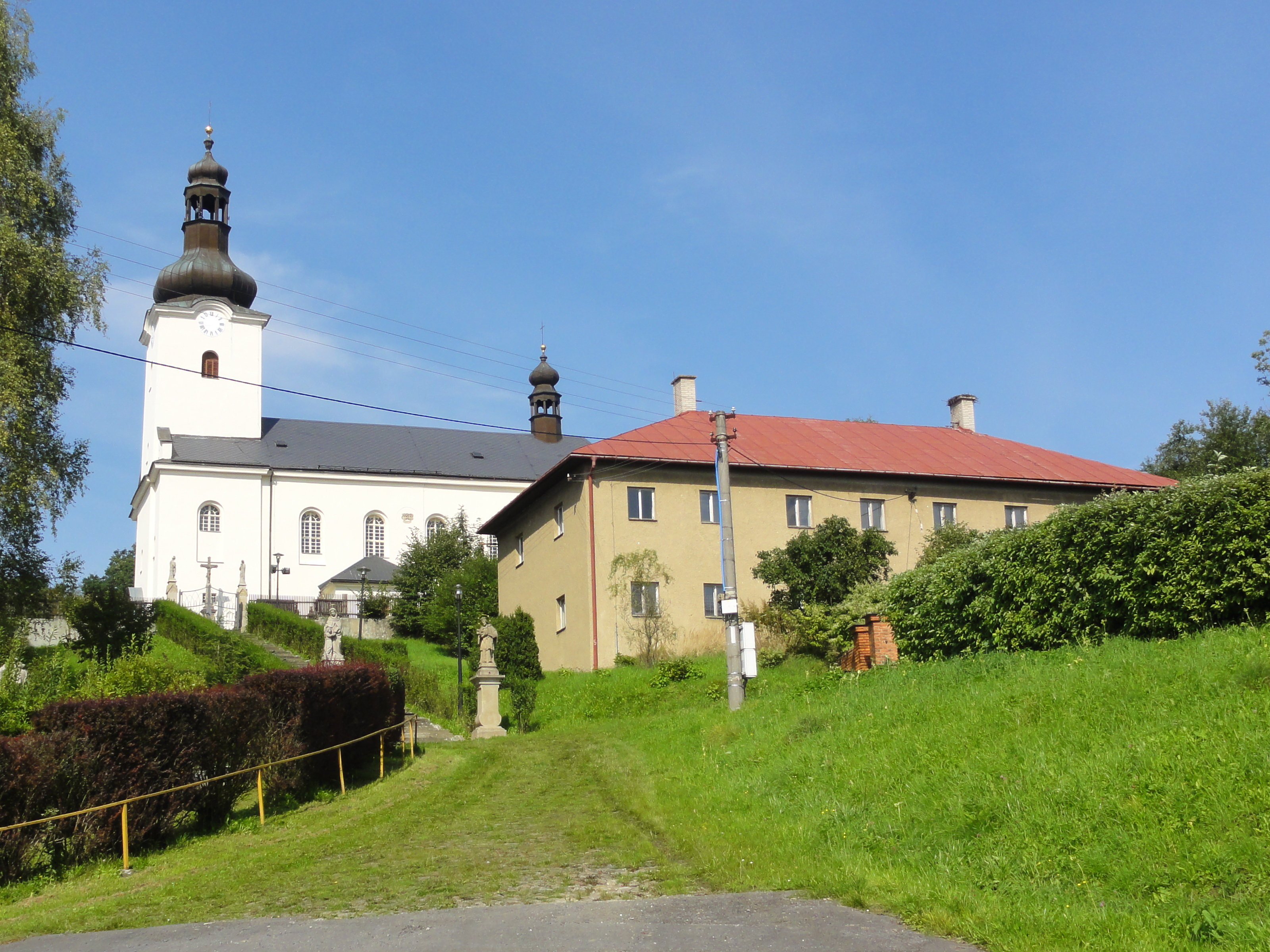
St. Stanislaus Kirche

Bruzovice (deutsch Brusowitz, polnisch Bruzowice) ist eine Gemeinde in Tschechien. Sie liegt vier Kilometer nordöstlich von Frýdek-Místek und gehört zum Okres Frýdek-Místek.

## Geschichte
Der Ort wurde circa 1305 im Liber fundationis episcopatus Vratislaviensis (Zehntregister des Bistums Breslau) erstmals urkundlich als Item in Bruschowitz erwähnt. Das Dorf war noch in der früheren Phase der Gründung, deshalb das Territorium, von dessen die Höhe des Zehnts ausgerechnet war, unausdrücklich war. Der Name ist patronymisch abgeleitet wahrscheinlich von dem örtlichen Ritter Brus, der im Jahr 1297 erwähnt wurde.
Politisch gehörte das Dorf ursprünglich in der Zeit des polnischen Partikularismus zum Herzogtum Oppeln-Ratibor (Teschener Kastellanei). Das Herzogtum wurde 1281 nach dem Tod von Wladislaus I. von Oppeln geteilt. Ab 1290 gehörte das Dorf zum Herzogtum Teschen. Seit 1327 bestand die Lehensherrschaft des Königreichs Böhmen und seit 1526 gehörte es mit diesem zur Habsburgermonarchie.
Die Pfarrei Bransowicz im Teschener Dekanat wurde im Peterspfennigregister des Jahres 1447 erwähnt.
Im Jahr 1434 gehörte das Dorf noch den Teschener Herzögen, danach wurde es privat. Im Jahre 1573 entstand die Freie Standesherrschaft Friedek, der das Dorf unterstand.
Nach der Aufhebung der Patrimonialherrschaften bildete es ab 1850 eine Gemeinde in Österreichisch-Schlesien, Gerichtsbezirk Friedek bis 1901 im Bezirk Teschen, dann im Bezirk Friedek.
Im Jahr 1679 stellte die bischöfliche Visitation von Breslau fest, dass in der Pfarrei die Mährische Sprache (concio Moravica, siehe auch Lachische Sprache) gesprochen wurde, dagegen im Jahr 1847 die Tschechische Sprache.
Nach dem Zusammenbruch Österreich-Ungarns Ende 1918 war das Gebiet von Teschen umstritten. Am 5. November 1918 verständigten sich der Polnische Nationalrat für das Teschener Gebiet (Rada Narodowa Kięstwa Cieszyńskiego, RNKC) und das tschechische Gebietskomitee (Zemský národní výbor, ZNV) zunächst darauf, dass Bruzovice an Polen fallen sollte. Dessen ungeachtet wurde Bruzovice ein Teil der Tschechoslowakei.

## Gemeindegliederung
Für die Gemeinde Bruzovice sind keine Ortsteile ausgewiesen. Grundsiedlungseinheiten sind Bruzovice, Bruzovičky und Velicesta.

## Sehenswürdigkeiten
- Pfarrkirche St. Stanislaus, erbaut 1677

## Persönlichkeiten
- František Onderek (1888–1962), römisch-katholischer Geistlicher